# 1643
Реформація •  Епоха великих географічних відкриттів •  Ганза •  Нідерландська революція •  Річ Посполита •  Запорозька Січ

## Геополітична ситуація
Османську імперію очолює Ібрагім I (до 1648). Під владою османського султана перебувають Близький Схід та Єгипет, Середземноморське узбережжя Північної Африки, частина Закавказзя, значні території в Європі: Греція, Болгарія та Сербія. Васалами османів є Волощина та Молдова.
Священна Римська імперія — наймогутніша держава Європи. Її територія охоплює, крім німецьких земель, Угорщину з Хорватією, Богемію, Північну Італію. Її імператором є Фердинанд III з родини Габсбургів (до 1647). На території імперії триває Тридцятирічна війна.
Габсбург Філіп IV Великий є королем Іспанії (до 1665) та Португалії. Йому належать Іспанські Нідерланди, південь Італії, Нова Іспанія, Нова Гранада та Нова Кастилія в Америці, Філіппіни. Королем Португалії проголошено Жуана IV, хоча Іспанія це проголошення не визнає. Португалія має володіння в Бразилії, в Африці, в Індії, на Цейлоні, в Індійському океані й Індонезії.
Північ Нідерландів займає Республіка Об'єднаних провінцій. Король Франції — Людовик XIV (до 1715). В Англії триває Англійська революція. Королем формально залишається Карл I. Король Данії та Норвегії — Кристіан IV Данський (до 1648), королева Швеції — Христина I (до 1654). На Апеннінському півострові незалежні Венеціанська республіка та Папська область.
Королем Речі Посполитої, якій належать українські землі, є Владислав IV Ваза (до 1648). На півдні України існує Запорозька Січ.
Царем Московії є Михайло Романов (до 1645). Існують Кримське ханство, Ногайська орда.
В Ірані правлять Сефевіди.
Значними державами Індостану є Імперія Великих Моголів, Біджапурський султанат, султанат Голконда, Віджаянагара. У Китаї править династія Мін, маньчжури утворили династію Цін. У Японії триває період Едо.

## Події

### В Україні
- Антифеодальні виступи селян на Волині;

### У світі
- Англійська революція:

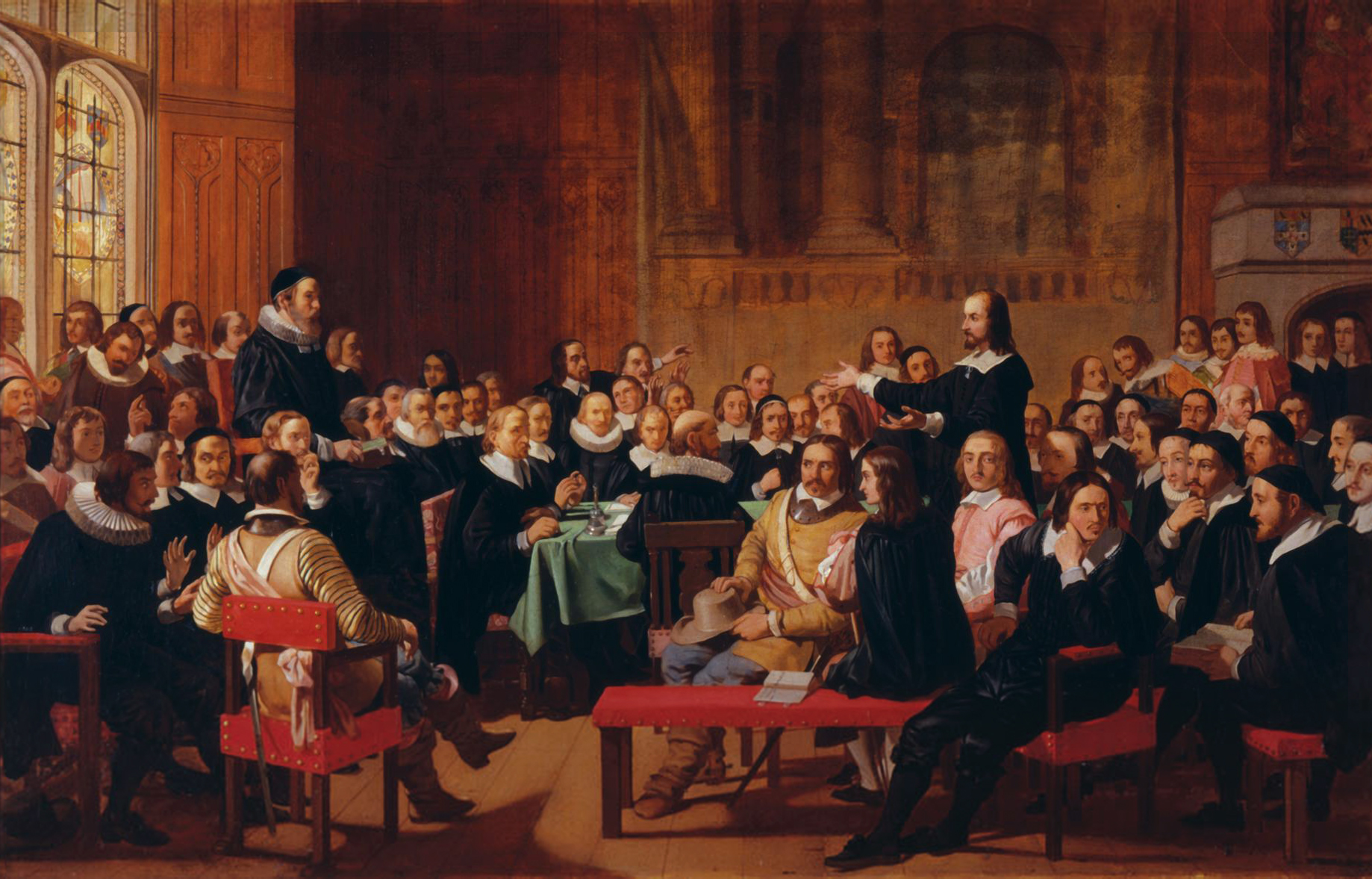
Вестмінстерська асамблея

  - 13 березня круглоголові розбили кавалерів поблизу Міддлвіча.
  - 30 червня кавалери, здобувши перемогу поблизу Едволтон-Мура, заволоділи Йоркширом.
  - 1 липня відбулося перше засідання Вестмінстерської асамблеї.
  - 13 липня кавалери здобули перемогу поблизу Раундвей-Дауна.
  - 20 вересня кавалери відступили після битви при Ньюбері.
- Тридцятирічна війна:
  - 26 квітня володар Трансильванії Юрій I Ракоці приєднався завдяки укладеній у Стокгольмі угоді до франко-шведської коаліції.
  - 19 травня французи перемогли імперців у битві при Рокруа.
  - 24 листопада імперці перемогли французів у битві при Туттлінгені.
  - 12 грудня почалася війна між Данією та Швецією.
- Англійські колонії в Північній Америці об'єдналися в конфедерацію Нової Англії.
- 14 травня, після смерті короля Людовика XIII, на французький престол вступив 4-річний Людовик XIV, правління якого почалося під регентством матері Анни Австрійської та кардинала Мазаріні.
- Завершилася окупація нідерландськими корсарами міста Вальдивія (сучасне Чилі).
- Нідерландський мореплавець Абель Тасман відкрив острови архіпелагів Тонга та Фіджі.
- 5-річного Фуліня обрано імператором маньчжурської династії Цін.
- Бріньольфур Свейнссон, єпископ Скалгольта (Ісландія), виявив рукописний збірник стародавніх пісень, що став відомим як «Старша Едда». Сам рукопис, пізніше подарований королю Данії, отримав назву Королівський кодекс.

## Наука та культура
- Еванджеліста Торрічеллі винайшов ртутний барометр.
- Міямото Мусасі почав диктувати «Книгу п'яти кілець».
- У Венеції поставлено оперу Монтеверді «Коронація Поппеї».

## Народились
Див. також Категорія:Народились 1643
- 4 січня — Ісаак Ньютон, видатний англійський фізик, математик, астроном
- 29 липня — Анрі де Конде, французький принц, військовий діяч, меценат

## Померли
Див. також Категорія:Померли 1643
- 29 листопада — У Венеції у віці 76 років помер Клаудіо Монтеверді, італійський композитор